# Conura ruffinellii
Conura ruffinellii is een vliesvleugelig insect uit de familie bronswespen (Chalcididae). De wetenschappelijke naam is voor het eerst geldig gepubliceerd in 1947 door Blanchard.